# Кись, Андрей Миронович
Андре́й Миро́нович Кись (27 мая 1982, Львов, Львовская область) — украинский саночник, выступающий за сборную Украины с 2003 года. Участник трёх зимних Олимпийских игр, многократный призёр национального первенства. Защищает честь спортивного клуба «Колос», мастер спорта.

## Биография
Андрей Кись родился 27 мая 1982 года в городе Львов, Львовская область. Активно заниматься санным спортом начал в возрасте четырнадцати лет, в 2003 году прошёл отбор в национальную сборную и стал принимать участие в различных международных соревнованиях, в частности, дебютировал на этапах взрослого Кубка мира. Выступал сразу в двух дисциплинах, как в одноместных санях, так и в двухместных в паре с Юрием Гайдуком. В сезоне 2005/06 они сумели подняться до девятнадцатой строки мирового рейтинга сильнейших саночников и благодаря череде удачных результатов удостоились права защищать честь страны на зимних Олимпийских играх в Турине, где заняли впоследствии четырнадцатое место.
На чемпионате мира 2007 года в австрийском Иглсе Кись финишировал восемнадцатым, тогда как кубковый цикл завершил на шестнадцатой позиции. В 2008 году на мировом первенстве в немецком Оберхофе пришёл к финишу пятнадцатым, а на чемпионате Европы в итальянской Чезане показал четырнадцатый результат. На кубке мира 2008/09 занял шестнадцатое место общего зачёта, на мировом первенстве в американском Лейк-Плэсиде был четырнадцатым. Ездил соревноваться на Олимпийские игры 2010 года в Ванкувер, где вместе с Гайдуком поднялся до шестнадцатой позиции мужского парного разряда. На европейском первенстве в латвийской Сигулде показал девятое время, и это лучший его результат на чемпионатах Европы.
После этих соревнований продолжил выступать на высоком уровне, но уже не так успешно. Если раньше Кись на самых крупных стартах регулярно попадал в двадцатку сильнейших, то теперь часто стал оказываться вообще за пределами тридцатки. Так, в общем зачёте Кубка мира он был лишь тридцать пятым, а на чемпионате мира 2011 года в Чезане занял только тридцать первое место. В следующем сезоне его сани ехали ещё хуже — тридцать восьмое место после завершения всех кубковых этапов, тридцать вторая позиция на чемпионате мира 2012 года в немецком Альтенберге.
В 2014 году Кись побывал на Олимпийских играх в Сочи, где финишировал двадцать восьмым в мужской одиночной программе и стал одиннадцатым в смешанной эстафете.